# Sakura-Klasse
Die Sakura-Klasse (japanisch 櫻型駆逐艦 Sakura-gata kuchikukan) war eine Klasse von zwei Zerstörern der Kaiserlich Japanischen Marine, die von 1912 bis 1932 in Dienst standen.

## Allgemeines
Im Jahr 1907 versuchte die japanische Marine, Gelder zum Bau weiterer Zerstörer der Umikaze-Klasse zu bekommen. Da diese Zerstörer (1.500 ts), aber auf Grund der Größe und der zu importieren Turbinen, teuer waren, wurde von der Regierung vorgeschlagen, weitere drei kleine Zerstörer der Kamikaze-Klasse (450 ts) zu erwerben. Dies wurde von Seiten der Marine aber abgelehnt und als Kompromissvorschlag der Bau von zwei mittelgroßen Zerstörern vorgeschlagen.
Bei Beginn des Ersten Weltkrieges, waren von den fünfzig Zerstörern der japanischen Marine nur die beiden Einheiten der Sakura-Klasse für den Hochseeeinsatz im Rahmen der Anglo-Japanischen Allianz geeignet. Da aber moderne Zerstörer dringendst benötigt wurden, wurden im Rahmen eines Notprogramms zehn Zerstörer der Kaba-Klasse bei acht verschiedenen Werften auf Basis des Entwurfs der Sakura-Klasse geordert.

## Liste der Schiffe
| Name           | Bauwerft            | Kiellegung     | Stapellauf        | Indienststellung | Verbleib                                                |
| -------------- | ------------------- | -------------- | ----------------- | ---------------- | ------------------------------------------------------- |
| Sakura (櫻)    | Marinewerft Maizuru | 31. März 1911  | 20. Dezember 1911 | 21. Mai 1912     | 1. April 1932 außer Dienst gestellt und 1933 abgewrackt |
| Tachibana (橘) | Marinewerft Maizuru | 29. April 1911 | 27. Januar 1912   | 25. Juni 1912    | 1. April 1932 außer Dienst gestellt und 1933 abgewrackt |

## Technische Beschreibung

### Rumpf
Der Rumpf eines Zerstörer der Sakura-Klasse war 83,52 Meter lang, 7,32 Meter breit und hatte bei einer Einsatzverdrängung von 843 Tonnen einen Tiefgang von 2,23 Metern.

### Antrieb
Der Antrieb erfolgte durch fünf mischbefeuerte Kampon-Dampfkessel und eine 4-Zylinder-Dreifach-Expansionsmaschine, mit welchen eine Leistung von 9.500 PS (6.987 kW) erreicht wurde. Die Leistung wurde an drei Wellen mit je einer Schraube abgegeben. Die Höchstgeschwindigkeit betrug 30 Knoten (56 km/h). Es konnten 30 Tonnen Schweröl und 228 Tonnen Kohle gebunkert werden, was zu einer maximalen Fahrstrecke von 2.400 Seemeilen (4.445 km) bei 15 Knoten führte.

### Bewaffnung
Die Bewaffnung bestand aus einem 12-cm-Geschütz mit Kaliberlänge 40 des Typ 41 vor der Brücke, vier 7,62-cm-Geschützen in Kaliberlänge 40 Typ 41 und zwei Zwillingstorpedorohrsätzen im Kaliber 45 cm.

## Besatzung
Die Besatzung hatte eine Stärke von 92 Offizieren, Unteroffizieren und Mannschaften.